# Un objet de beauté
 (octobre 2021).
Si vous disposez d'ouvrages ou d'articles de référence ou si vous connaissez des sites web de qualité traitant du thème abordé ici, merci de compléter l'article en donnant les références utiles à sa vérifiabilité et en les liant à la section « Notes et références ».
Un objet de beauté est un roman de Michel Tremblay paru en 1997.
Il s'agit du sixième et dernier tome des Chroniques du Plateau Mont-Royal.

## Résumé
Le roman se déroule à Montréal au début des années 1960.  
Albertine et Marcel vivent ensemble dans un petit logement au coin de la rue Sherbrooke Est et de la rue St-Denis.  La famille de Nana et de Gabriel vivent sur la rue Cartier, près de l'avenue du Mont-Royal sur le Plateau-Mont-Royal.   Marcel s'enfonce de plus en plus dans la maladie mentale et le décès de Nana n'aidera en rien sa condition.

## Commentaire
Définition de certaines expressions utilisées dans le roman :
- rainettes : chaussures ou pardessus pour marcher dans la pluie. Extrait du livre Un objet de beauté : « [...] Pis j'ai même pas pensé à mettre mes rainettes!. »
- sac à Tousignant : sac en papier avec deux poignées faites de corde. Ces sacs étaient distribués par les épiceries Tousignant & Frères dont certaines étaient situées dans le Plateau Mont-Royal.  Extrait du livre Un objet de beauté : « [...] il s'était retrouvé rue Sherbrooke avec son gros volume dans son sac à Tousignant [...]. »